# Википедија на турском језику
Википедија на турском језику (тур. Türkçe Vikipedi) је верзија Википедије на турском језику, слободне енциклопедије, која данас има 636.748 чланака и заузима на листи Википедија 20. место.